# Ноа Геґґе
Ноа Геґґе (15 березня 1999 , Маммендорф, Баварія ) — німецький веслувальник, бронзовий призер Олімпійських ігор 2024 року.

## Виступи на Олімпіадах
| Олімпіада  | Дисципліна        | Місце |
| ---------- | ----------------- | ----- |
| Париж 2024 | байдарки-одиночки | 7     |
| Париж 2024 | байдарки-крос     | 3     |

## Зовнішні посилання
- Ноа Геґґе на сайті International Canoe Federation (англійська)